# Sydney Howard Vines

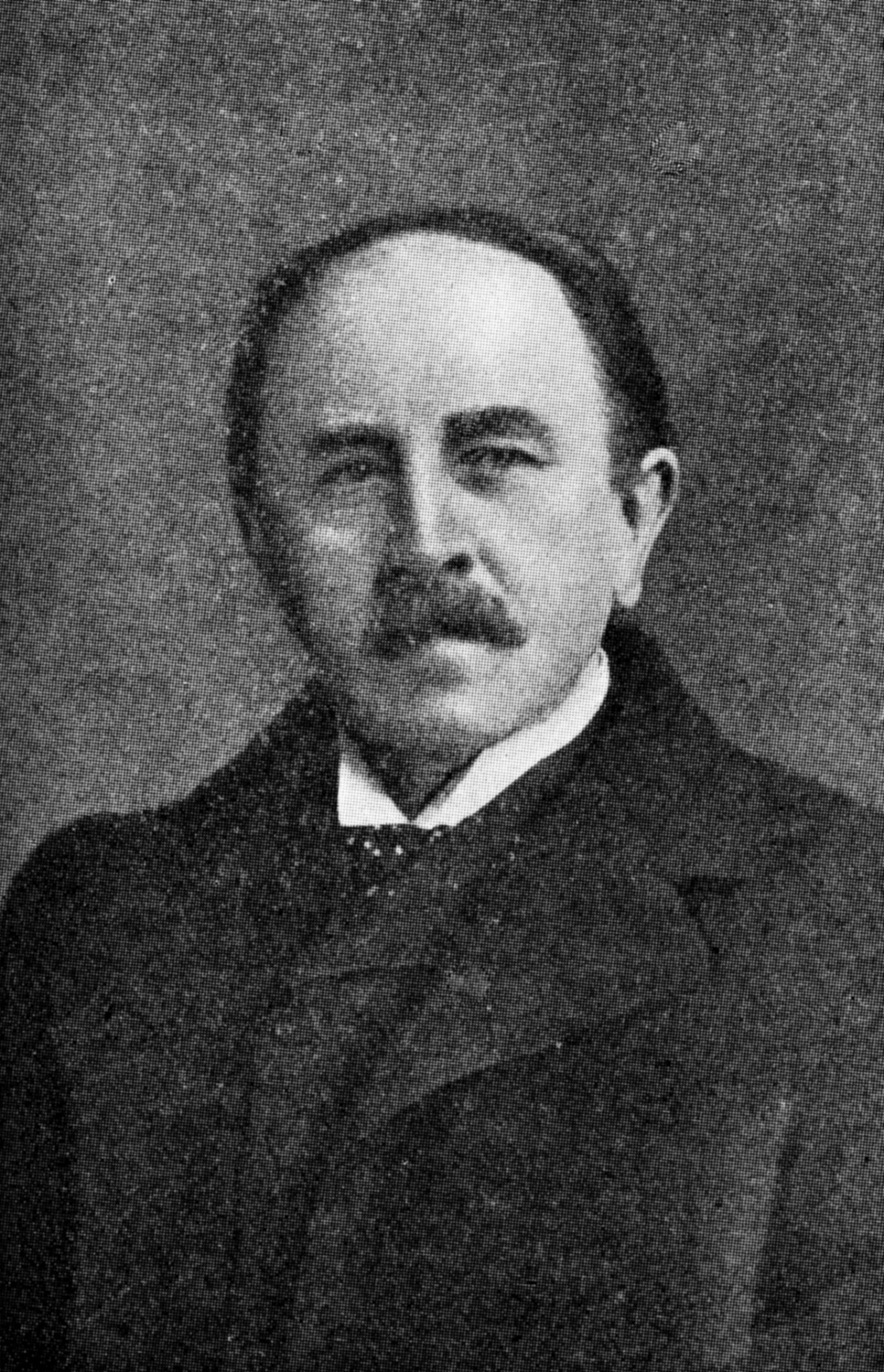
Sydney Howard Vines

Sydney Howard Vines  (Ealing, 31 de dezembro de 1849 — Exmouth, 4 de abril de 1934) foi um botânico britãnico.